# Panose
Pour les articles homonymes, voir PANOSE (typographie).
Le panose est un triholoside naturellement présent dans la nature.
Le panose est un gluco-oligoside composé de trois unités de glucose : glucose α(1→6)-glucose α(1→4)-glucose.
Le panose est légèrement sucré et non cariogène.
Le panose peut être obtenu par action d'une enzyme, la néopullulanase, sur le pullulane (un glucane).
Le panose s'hydrolyse en glucose plus vite que le lactose et a une valeur calorifique de 4kcal/g.
L'isopanose est l'isomère du panose, l'ordre des liaisons osidiques étant inversé : glucose α(1→4)-glucose α(1→6)-glucose.